# Griffen

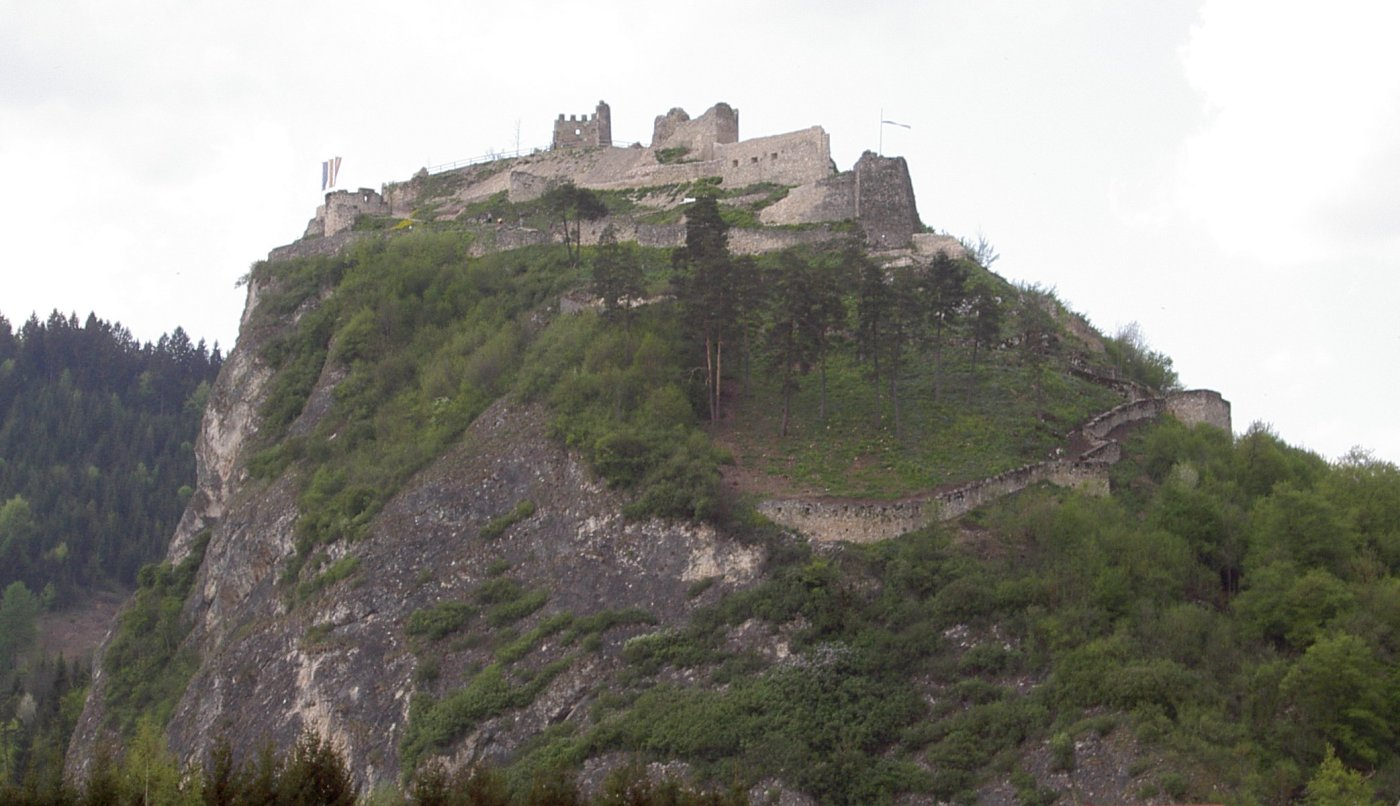
zřícenina hradu Griffen

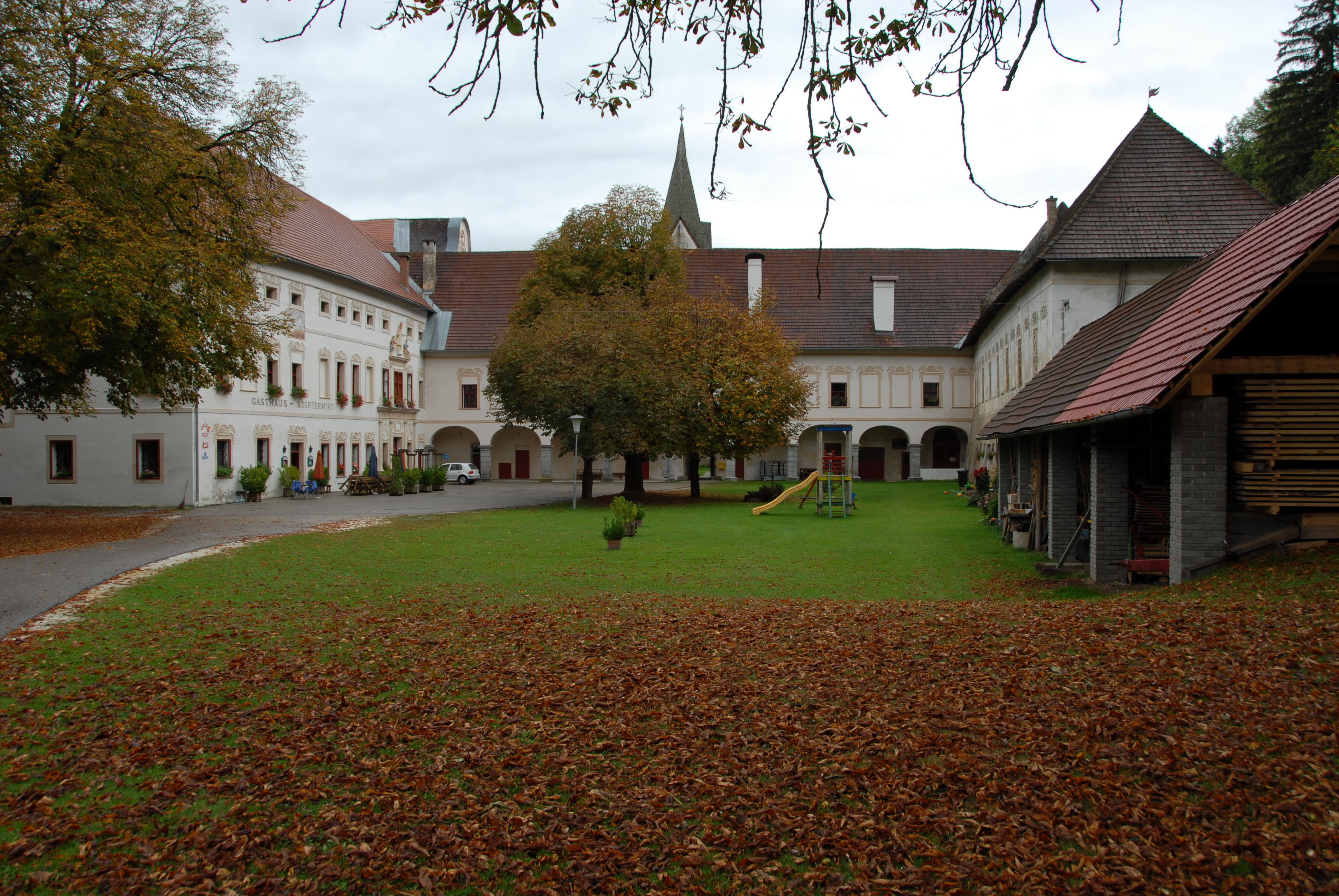
klášter Griffen

Griffen (slovinsky  Grebinj) je dvojjazyčný městys v rakouské spolkové zemi Korutany, východně od Klagenfurtu, v okrese Völkermarkt. V obci bydlí k roku 2016 asi 3500 obyvatel.

## Geografie

### Poloha obce
Městys Griffen se nachází v jižních Korutanech, v údolí Jauntal mezi Klagenfurtskou kotlinou a údolím Lavanttal, severně od řeky Drávy.

### Části obce
Griffen je tvořen devíti katastrálními územími Griffnerthal, Großenegg (Tolsti Vrh), Haberberg (Gabrje), Kaunz (Homec), Kleindörfl (Mala vas), Pustritz (Pustrica), St. Kollmann (Šentkolman), Wölfnitz (Golovica) a Wriesen (Brezje).
Obec se skládá z následujících 35 částí; kurzívou jsou psány slovinské varianty jejich názvů. Počty obyvatel (v závorkách) jsou k říjnu 2015.):
| - Altenmarkt, Stara vas (205) - Enzelsdorf, Encelna vas (204) - Erlach, Olše (122) - Gariusch, Gorjuše (40) - Gletschach, Kleče (52) - Griffen, Grebinj (819) - Griffnergemeinde, Grebinjska Gmajna (141) - Großenegg, Tolsti Vrh (63) - Grutschen, Gruča (35) - Haberberg, Gabrje (78) - Kaunz, Homec (97) - Kleindörfl, Mala vas (33) - Klosterberg, Kloštrske Gore (3) | - Langegg, Dolga Brda (54) - Lichtenwald (16) - Limberg, Limberk (22) - Lind, Lipa, Šmatija (104) - Obere Gemeinde, Zgornja Gmajna (0) - Poppendorf, Popendorf (163) - Pustritz, Pustrica (228) - Rakounig, Rakovnik (197) - Rausch, Ravež (81) - Salzenberg, Žavška Gora, Na Žalcu (2) | - Sankt Kollmann, Šentkolman (81) - Sankt Leonhard an der Saualpe, Šentlenart (14) - Schloßberg, Grad (136) - Stift Griffen, Grebinjski Klošter (7) - Tschrietes (24) - Untergrafenbach, Spodnja Kneža (14) - Untergreutschach, Spodnje Krčanje (123) - Unterrain, Breg (59) - Wallersberg, Vašinje (192) - Wallersdorf (35) - Wölfnitz, Golovica (34) - Wriesen, Brezje (44) |

## Historie
Od osídlení oblasti Slovany na konci 6. století a zřízení korutanské státnosti v 7. století je oblast kolem Griffenu úzce spojena se slovinskou národní a kulturní historií. Nářečí, kterým se v této užší oblasti mluvilo v rámci slovinského historického dialektu, se připisuje k jauntalerskému dialektu (slovinsky podjunščina).
Nejstarší známá písemná zmínka o obci pochází z roku 822. Obec vznikla kolem dnešní zříceniny hradu Griffen, který byl postaven biskupy z Bambergu kolem roku 1100 a od té doby několikrát rozšířen. Hrad chránil důležitý přechod z Klagenfurtské pánve přes Griffnerberg do Lavanttalu. Griffen byl v roce 1237 poprvé výslovně uveden jako tržní místo a mezi roky 1007-1759 patřil k bavorskému biskupství Bamberg.
Jako politická obec byl založena v roce 1850 a v roce 1858 rozšířen o Haberberg a Kaunz, mezi lety 1869-1876 patřila do obce také sousední obec Ruden. Při reformě obcí v roce 1973, se součástí městyse stala katastrální území Wölfnitz a Pustritz.
Meziválečné období bylo, tak jako v celých jižních Korutanech, – kromě obecného sociální napětí a sociální dezintegraci – zejména charakterizované etnickou nesnášenlivosti exkluzivními historickými územními nároky. Po nacistické okupaci v roce 1941 bylo 60 000 Slovinců deportováno z okupovaného slovinského/jugoslávského Dolního Štýrska, také plánovaně Slovinci z Korutan, včetně těch z Griffenu v dubnu 1942, které vedlo částečně v oblasti Saualpe (část Lavanttalských Alp) k pokračování organizovaného ozbrojeného odporu, což přispělo k vojenskému osvobození od hrůzovlády a znovuzaložení Rakouska. Spisovatel Peter Handke, který sám pochází z Altenmarkt a který je synem slovinské matky a vojáka Wehrmachtu, v své práci často odpovídá na existenciální otázky, které vyplývají z tohoto duchovního prostředí.
V Burgbergu byla na konci druhé světové války objevena krápníková jeskyně ((Griffener Tropfsteinhöhle), v roce 1956 byla otevřena pro veřejnost. Kromě fosilních zvířecích kosti zde byly nalezeny i kamenné nástroje, které pomhli prokázat, že neandrtálci v jeskyni hledali úkryt již před 20 000 až 100 000 lety.
Stranou od sídel se nachází premonstrátní klášter Griffen, založený v roce 1236 a v roce 1786 zrušený.

## Obyvatelstvo
Podle statistiky z roku 2001 měl městys Griffen celkem 3 677 obyvatel, z nichž 96,4 % byli občané Rakouska a 1,6 % občané Bosny. Celkem 95,0 % hlásí jako mateřský jazyk němčinu, 1,3 % slovinštinu.
Celkem 94,9 % populace se hlásí k římským katolíkům, k evangelíkům a k islámu 1,0  a bez vyznání je 1,7 %.

## Kultura a pamětihodnosti
- zřícenina hradu Griffen
- katolický farní kostel sv. Petr a sv. Pavla
- klášter Griffen, bývalý klášter Premonstrátů
- katolický filiální kostel sv. Tomáše na katastr. území Großenegg
- katolický filiální kostel sv. Mikuláše ve Windischen Weinbergu
- katolický farní kostel sv. Martina
- krápníková jeskyně Griffen

## Politika

### Obecní rada
Obecní rada má 23 členů a je strukturována po komunálních volbách v roce 2015 takto:
- Sociálnědemokratická strana Rakouska -16
- Rakouská lidová strana – 5
- Svobodná strana Rakouska – 2

Starostou je Josef Müller (Rakouská lidová strana).

## Slavné osobnosti
- Peter Handke (* 1942), rakouský spisovatel a nositel Nobelovy ceny za literaturu za rok 2019, narozen v Altenmarktu, místní části obce Griffen.